# Eulima bilineata
Eulima bilineata ist der Name einer Schnecken-Art aus der Familie der Eulimidae (Gattung Eulima), die als Ektoparasit an Schlangensternen lebt.

## Merkmale
Eulima bilineata trägt ein schmales, hoch kegelförmiges Schneckenhaus mit leicht konvexem Umriss, das bei ausgewachsenen Schnecken etwa 6 mm Gehäuselänge und rund 2 mm Breite erreicht. Das Gewinde hat bis zu 13 flachseitige Umgänge mit unauffälliger echter Naht und parallel dazu verlaufender falscher Naht, die bei lebenden Schnecken oft auffälliger ist. Die glatte Gehäuseoberfläche weist sehr feine Zuwachsstreifen auf, die im reflektierten Licht sichtbar sind. Die schmale, tropfenförmige Gehäusemündung hat eine äußere Lippe, die sich tangential zum Körperumgang zwischen zwei spiraligen braunen Banden erhebt. Abgesehen von diesen beiden peripheren Banden ist das Gehäuse farblos.
Die Schnecke selbst ist weiß und sieht wie Eulima glabra aus: Der Kopf ist ein dünner Vorsprung, an dessen Unterseite die Öffnung eines ein- und ausstülpbaren Rüssels und vorn zwei lange, sich verjüngende Fühler mit dahinter befindlichen Augen sitzen. An der Kante des Mantels sitzt rechts ein Mantelfühler. Bei jungen, männlichen Tieren sitzt hinter dem rechten Fühler ein langer Penis mit einer dorsalen offenen Spermienrinne. Ältere, größere Tiere machen eine Geschlechtsumwandlung zu einem Weibchen durch. An diesem bleibt ein Penisstummel erhalten. Der große Fuß der Schnecke ist schmal, vorn aber breit und hat hinten auffällige Opercular-Lappen.

## Verbreitung und Lebensweise
Eulima bilineata ist im nordöstlichen Atlantischen Ozean vom Mittelmeer bis nach Nord-Norwegen verbreitet. Sie lebt auf weichen Untergründen in Meerestiefen von 20 bis 250 m, gelegentlich aufwärt bis an den unteren Rand der Gezeitenzone.
Eulima bilineata saugt an unter anderem an den Schlangensternen Ophiothrix fragilis, Ophiactis balli und Ophiopholis aculeata, sucht diese aber nur zum Fressen auf und kriecht im Übrigen frei umher.